# Marcello Cerruti
Marcello Cerruti (Genova, 16 luglio 1808 – Roma, 12 marzo 1896) è stato un diplomatico e politico italiano.
Fu nominato senatore del Regno d'Italia nel 1870.

## Biografia
Fu compagno di studi di Giuseppe Mazzini, entrò nella carriera diplomatica del Regno di Sardegna nel 1825, al consolato di Costantinopoli e nel 1831 fu destinato a Tripoli, poi a Tunisi, Milano  e Cipro. Nel 1845 fu membro dell'Istituto di corrispondenza archeologica di Roma e, nel 1847, della Società archeologica orientale di Germania. Nel 1848 svolse una missione riservata in Nordafrica.
Dopo un breve periodo al ministero, nel 1849 fu scelto quale console del Regno di Sardegna a Belgrado dove ebbe l'incarico di appoggiare la politica del principe Adam Czartoryski, capo dell'emigrazione polacca che cercava di unire slavi meridionali e ungheresi in fronte comune contro Vienna. La sua missione fallì per il rifiuto piemontese di elargire a Czartoryski denaro sufficiente. Dopo la sconfitta nella battaglia di Novara, il nuovo presidente del Consiglio Claudio Gabriele de Launay si disinteressò della Penisola balcanica ma Cerruti continuò a cercare di ostacolare l'Impero austro-ungarico. Tra le altre azioni, spedì armi ai rivoluzionari ungheresi e facilitò l'incontro del capo dei liberali croati, il barone Kuslan, e il messo del governo ungherese, il conte József Andrássy. Questo suscitò le proteste del governo austriaco per la sua azione in favore dei profughi ungheresi e dei legionari italiani rifugiatisi a Belgrado.
Nel 1850 fu richiamato a Torino e nominato commissario per la discussione del bilancio per il Ministero degli affari esteri e della cooperazione internazionale al Parlamento e poi fu membro di una commissione per l'esame dei regolamenti delle carriere dipendenti dalla Regia Segreteria. Nel 1851 elaborò un progetto di codice consolare insieme al barone Profumo.
Nel 1852 venne nominato Incaricato d'affari e console generale del Regno di Sardegna in Brasile. Qui si curò di tutelare l'emigrazione sarda in America Latina. Dopo esser brevemente passato per Rio de Janeiro, Montevideo e Buenos Aires, continuò con le missioni speciali in Argentina e in Paraguay, dove concluse trattati di commercio, amicizia e navigazione con vari Stati dell'area. Nel 1855 diventò reggente del consolato di Buenos Aires e concluse con la Federazione Argentina un trattato di navigazione e commercio. Fu poi nominato incaricato d'affari nel 1856 presso la stessa sede, impegnandosi ad appoggiare le richieste di risarcimento dei danni sofferti dai sudditi sardi lì residenti. Scoppiata la seconda guerra d'indipendenza italiana, appoggiò la raccolta fondi di Giuseppe Garibaldi per armare i suoi volontari.
Subito dopo essere stato richiamato in patria, nel 1960, fu inviato da Camillo Benso, conte di Cavour in missione speciale a Costantinopoli. Lì cercò appoggi per la lotta sarda contro il nemico austriaco anche presso i popoli dell'area danubiano-balcanica. In questo periodo facilitò un trasporto clandestino di armi verso i seguaci dei ribelli ungheresi nei Principati danubiani, che fu bloccato a seguito della sua scoperta da parte austriaca. Nonostante le tensioni generate dall'episodio, nel 1861 Cerruti fu nominato ministro residente a Costantinopoli con funzioni ispettive sui consolati in Oriente. Fu anche a capo di una missione straordinaria in Persia del 1862 a seguito della quale stipulò un trattato di amicizia, commercio e navigazione con Teheran.
In seguito fu nominato Segretario generale del Ministero degli affari esteri, carica che resse dal 26 marzo 1863 al 30 dicembre 1866. Qui sposò la linea di politica estera, sostenuta da Vittorio Emanuele II di Savoia, che voleva l'Italia sostenitrice delle nazioni europee che aspiravano all'indipendenza. Egli intrattenne ottimi rapporti e sostenne esponenti delle varie emigrazioni europee, tra cui Kossuth, Klapka, Türr, e i croati Tkalac e Kvaternik. Quando, nel 1866, Otto von Bismarck concluse un'alleanza con l'Italia in funzione anti-austriaca, i legami tra Cerruti e le emigrazioni slave diventarono un altro possibile mezzo per colpire l'Austria. Egli aiutò la costituzione di una legione ungherese da impiegare durante la Guerra austro-prussiana, ma che poi non vi partecipò a causa del rapido svolgimento delle vicende belliche.
Come segretario generale pose in rilievo non solo le questioni unitarie ed europee, ma anche i problemi della manodopera italiana all'estero e dell'influenza oltremare. Creò una nuova legge consolare ed espanse la rete consolare e diplomatica italiana, oltre a supportare le scuole italiane all'estero. A lui si deve inoltre la nascita dell'Annuario Diplomatico e il progetto di un Istituto internazionale a Torino, inaugurato nel 1867-1868 che avrebbe educato le élite italiane delle colonie ed accogliere studenti stranieri. Soprattutto, a Cerruti si deve il riordino del Ministero degli Esteri, contemporaneo al trasferimento della capitale da Torino a Firenze.
Successivamente fu ministro plenipotenziario a Berna e poi a Washington (1867), a L'Aia (aprile 1869) e a Madrid (luglio 1869). In quest'ultimo incarico, egli fece sì che il principe Amedeo di Savoia ottenesse il trono di Spagna.
Il 7 dicembre 1870 fu collocato a riposo e, cinque giorni dopo, nominato Senatore del Regno. In questa veste, si occupò del progetto di legge per il trattato di commercio con gli Stati Uniti d'America (1871), della discussione del bilancio di previsione del Ministero degli Esteri proponendo l'espansione della rete diplomatica, dello schema di legge per la modifica sul reclutamento dell'esercito (1875) e del regolamento provvisorio delle relazioni ufficiali tra Italia e Principato di Serbia (1879).

## Onorificenze
commendatore dei SS. Maurizio e Lazzaro
21 ott. del 1854
cavaliere dell'Ordine dei SS. Maurizio e Lazzaro

19 dic. 1849
15 maggio 1851
7 genn. 1851
5 luglio 1851